# Capellades (kommunhuvudort)
Capellades är en kommunhuvudort i Spanien.   Den ligger i provinsen Província de Barcelona och regionen Katalonien, i den östra delen av landet, 500 km öster om huvudstaden Madrid. Capellades ligger 324 meter över havet och antalet invånare är 5 187.
Terrängen runt Capellades är varierad. Runt Capellades är det tätbefolkat, med 331 invånare per kvadratkilometer. Närmaste större samhälle är Igualada, 8,1 km nordväst om Capellades. Trakten runt Capellades består till största delen av jordbruksmark.